# Mogi das Cruzes Basquete
O Mogi das Cruzes Basquete ou simplesmente Mogi Basquete, é um clube de basquete brasileiro com sede em Mogi das Cruzes, no estado de São Paulo.

## História
O Mogi das Cruzes Basquete surgiu em 1995, após um acordo entre a empresa de celulose Report (antiga patrocinadora do time de Suzano) e o Clube de Campo de Mogi das Cruzes. Já no ano seguinte, participa pela primeira vez do Campeonato Brasileiro, terminando na sexta colocação do Campeonato Nacional de 1996. Ainda neste mesmo ano, veio a primeira grande glória da equipe. O Mogi, sob o nome de Mogi/Report/Eroles e o comando de Cláudio Mortari, conquistou o Campeonato Paulista, vencendo por 3 a 1 na série final o tradicional time do Cougar/Franca. Na semifinal, havia batido o outro time francano, o Dharma/Yara/Franca.
Em 1997, o time mogiano chega às semifinais do Campeonato Nacional, perdendo para o campeão daquele ano, o Cougar/Franca.
No Campeonato Nacional de 1998, como Mogi/Report/Valtra, chega novamente aos playoffs, perdendo nas quartas para o Rio Claro, terminando a competição na quinta colocação. No Paulista de 1998, já como Mogi/Valtra Tratores, a equipe é vice-campeã paulista, perdendo a final para o Mackenzie/Microcamp/Barueri, de Oscar Schmidt, com uma cesta de três pontos no último segundo do quinto jogo feita por Paulinho Villas Boas, ex-jogador do time mogiano.
No ano de 2001, o time muda a razão social para Mogi das Cruzes Basketball Clube com a finalidade de melhor gerir o projeto, se desvinculando assim do Clube de Campo. Jogando com os nomes fantasia Valtra/UBC/D'avó e Mogi/UBC/D'avó, o Mogi Basquete manteve-se entre as principais equipes do basquete brasileiro nos campeonatos seguintes, conseguindo, em sua maioria, bons resultados.
Em 2003, o Mogi Basquete faz uma parceria com o Corinthians, passando a ter o nome de Corinthians/UMC/Mogi. O time é mais uma vez vice-campeão paulista, perdendo a final para o COC/Ribeirão Preto. Em 2004, o time fica em 4.º lugar no Campeonato Brasileiro, perdendo nas semifinais para o campeão daquele ano, o Unitri/Uberlândia. Em 2005, no último ano em atividade, disputou o Campeonato Nacional. Depois do encerramento da competição brasileira, a parceria com o Corinthians se findou, ocasionando o fim das atividades da equipe mogiana.
Em 2011, o Mogi das Cruzes retorna às atividades, sob a gestão do Grêmio Esportivo Mogiano. O time disputou o Torneio Novo Milênio, buscando uma vaga no Campeonato Paulista de Basquete, para isso, era preciso terminar entre os quatro primeiros colocados do campeonato, classificação conquistada com a chegada às semifinais do campeonato. No retorno à elite do basquetebol paulista, como Mogi/Sanifill, a equipe fez boa campanha e se classificou para os playoffs, onde reencontrou um rival tradicional, o Bauru. Na reedição deste clássico do basquete, o Mogi foi eliminado pelos bauruenses na série quartas de final, terminando o Campeonato Paulista de 2011 em 8.º lugar.
Ainda em 2011, o time do Alto Tietê é convidado a disputar o torneio Basketball Days, na Holanda. O Mogi das Cruzes chegou à final, mas foi derrotado pela equipe da casa, o Landstede Basketball. Neste torneio, teve dois jogadores premiados: o ala Guilherme Filipin e o ala-pivô Fernando Alvin. Já em 2012, o Mogi Basquete participa da Copa Brasil Sudeste e termina com o 3.º lugar, o que credenciou a agremiação a participar da Supercopa Brasil, competição considerada à época o Campeonato Brasileiro da 2.ª Divisão, que levaria o campeão e o vice à elite do basquete brasileiro: o Novo Basquete Brasil. O Mogi sediou e foi campeão invicto da Supercopa Brasil 2012, vencendo os times do Palmeiras, Campo Mourão (PR) e Sport Recife (PE) na fase classificatória. Garantiu classificação ao NBB da temporada 2012-2013, vencendo o Lajeado (RS) na semifinal. Na final, derrotou o Palmeiras, que também já havia garantido sua vaga no NBB. No Campeonato Paulista de 2012, a equipe novamente se classifica aos playoffs, sendo derrotada mais uma vez nas quartas pela equipe do Bauru.
No dia 24 de novembro de 2012, a equipe, com o nome fantasia de Mogi/Helbor, e com a presença do jogador Rafael Bábby no elenco, faz a sua estreia no Novo Basquete Brasil, terminando o certame na 14.ª colocação.
Na temporada 2013-14 do NBB, já sob a gerência da Associação Desportiva de Mogi das Cruzes, o Mogi se classifica para os playoffs do NBB pela primeira vez, depois de conquistar a 12.ª colocação na fase de classificação. Nos playoffs, o Mogi/Helbor passou a fazer história. Nas oitavas, os mogianos passaram pelo Pinheiros, quinto colocado, ao fechar a série em 3 a 1. Nos playoffs quartas de final, derrubou o Limeira, quarto colocado, ao vencer o quinto jogo por 75 a 70, em pleno ginásio limeirense. Na semifinal, o Mogi das Cruzes acabou sendo eliminado pelo Flamengo, após quatro jogos extremamente equilibrados. A boa campanha credenciou o Mogi Basquete a disputar a Liga Sul-Americana de Basquete,  onde foi vice-campeão, perdendo a final para a equipe do Bauru.
Em 2015, após 12 anos, a equipe mogiana voltou a disputar uma final de Campeonato Paulista, mas ficou com o vice ao ser derrotada por São José por 2 X 1. Em 2016, o Mogi participou pela primeira vez da Liga das Américas. Os mogianos conseguiram a vaga por ser o segundo melhor brasileiro na Liga Sul-Americana (o Limeira tinha garantido a vaga na Liga das Américas 2016, mas encerrou suas atividades). O time teve boa participação e terminou em terceiro lugar ao bater o Flamengo na disputa do bronze.
Após o vice-campeonato paulista de 2015, o Mogi chegou novamente à final do estadual e depois de 20 anos conquistou o bi-campeonato paulista, batendo na decisão o rival Bauru por dois jogos a zero. Ainda na temporada 2016-17, o Mogi/Helbor conquistou de forma invicta o seu primeiro título internacional: a Liga Sul-Americana. depois de derrotar o Bahía Basket, da Argentina, por 3 x 0 na decisão.
Em 2018, o Mogi/Helbor chegou à inédita final da Liga das Américas, porém foi superado pelo San Lorenzo, da Argentina, por 79 a 71, ficando assim com o segundo lugar. No NBB 2017-18, a equipe mogiana conseguiu pela primeira vez a vaga na decisão do torneio (essa também foi a primeira final nacional do time), depois de superar o Flamengo na semifinal. No playoff final, o Mogi/Helbor ficou com o vice-campeonato, sendo superado pelo rival Paulistano por três jogos a um.
Após o término da temporada 2021-22, o Mogi Basquete anunciou que não participaria das competições adultas da temporada seguinte (2022-23), devido a situação financeira equipe. Porém, as equipes de base permanecem em atividade.

## Títulos
| Continentais | Continentais                        | Continentais | Continentais |
|              | Competição                          | Títulos      | Temporada    |
| ------------ | ----------------------------------- | ------------ | ------------ |
|              | Liga Sul-Americana                  | 1            | 2016         |
| Nacionais    |                                     |              |              |
|              | Competição                          | Títulos      | Temporada    |
| Brasil       | Campeonato Brasileiro - 2.ª Divisão | 1            | 2012         |
| Estaduais    |                                     |              |              |
|              | Competição                          | Títulos      | Temporada    |
| São Paulo    | Campeonato Paulista                 | 2            | 1996 e 2016  |

### Outros torneios
- Jogos Abertos do Interior: 4 vezes (1995, 1996, 1997 e 2000).
- Torneio Top Four: 1999.

## Campanhas de destaque
- Vice-campeão da Liga das Américas: 2018.
- Vice-campeão da Liga Sul-Americana: 2014.
- Vice-campeão do Campeonato Brasileiro: 2017-18.
- Vice-campeão do Campeonato Paulista: 3 vezes (1998, 2003 e 2015).

## Últimas temporadas
Legenda:
| Campeão Vice-campeão | Classificado à Champions League Classificado à Liga Sul-Americana | NBB = Novo Basquete Brasil |

## Jogadores históricos
- Caio Cazziolato
- Caio Torres
- Chuí
- Danilo Castro
- Demétrius Ferracciú
- Guilherme Filipin
- Gustavinho Lima
- Janjão
- Jeffty Connely
- Jimmy
- Josuel dos Santos
- JP Batista
- Larry Taylor
- Márcio Azevedo
- Marquinhos
- Murilo Becker
- Olívia
- Paulinho Villas Boas
- Pipoka
- Ratto
- Shamell
- Tonico Santana
- Tyrone Curnell
- Rafael Bábby

## Treinadores históricos
- Cláudio Mortari
- Edvar Simões
- Guerrinha